# Mopalia
Mopalia is een geslacht van keverslakken uit de familie Mopaliidae.  

## Soorten
- Mopalia acuta (Carpenter, 1855)
- Mopalia ciliata (Sowerby, 1840)
- Mopalia cirrata Berry, 1919
- Mopalia egretta Berry, 1919
- Mopalia ferreirai Clark, 1991
- Mopalia hindsii (Sowerby MS, Reeve, 1847)
- Mopalia imporcata Carpenter, 1864
- Mopalia kennerleyi Carpenter, 1864
- Mopalia lignosa (Gould, 1846)
- Mopalia lionota Pilsbry, 1918
- Mopalia lowei Pilsbry, 1918
- Mopalia middendorffii (von Schrenck, 1861)
- Mopalia muscosa (Gould, 1846)
- Mopalia phorminx Berry, 1919
- Mopalia porifera Pilsbry, 1893
- Mopalia retifera Thiele, 1909
- Mopalia schrencki Thiele, 1909
- Mopalia seta Jakovleva, 1952
- Mopalia sinuata Carpenter, 1864
- Mopalia spectabilis Cowan & Cowan, 1977
- Mopalia swanii Carpenter, 1864
- Mopalia vespertina (Gould, 1852)